# Браян Кемпбелл
Браян Кемпбелл (англ. Brian Campbell; нар. 23 травня 1979, Стратрой-Карадок) — канадський хокеїст, захисник.
Володар Кубка Стенлі.

## Ігрова кар'єра
Хокейну кар'єру розпочав 1993 року виступами за юніорську команду «Елджин-Міддлсекс Чифс» разом з своїм партнером в майбутньому по НХЛ Джо Торнтоном. З 1995 захищає кольори «Оттава 67-і» (ОХЛ). 1997 року був обраний на драфті НХЛ під 156-м загальним номером командою «Баффало Сейбрс». 
У складі «сейбрс» Браян виступає під 51 номером і саме під цим номером він і буде виступати надалі. У складі «Баффало» Кемпбелл відіграв вісім сезонів (окрім сезону 2004/05 коли під час локауту він грав у фінському «Йокеріті»). 9 січня 2007 Браян вперше брав участь в матчі всіх зірок НХЛ, а в наступному сезоні 2007/08 він вдруге обраний на матч всіх зірок НХЛ.

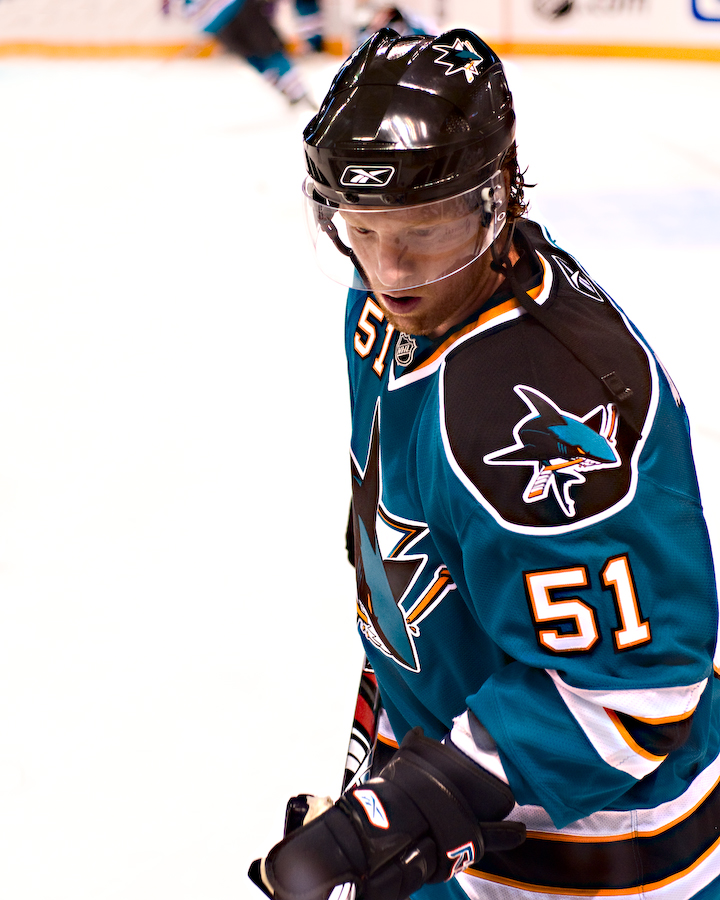
Кемпбелл у складі «Шаркс» в 2008

26 лютого 2008 Кемпбелл переходить до складу «Сан-Хосе Шаркс». 
1 липня 2008 року, Кемпбелл підписав восьмирічний контракт на правах вільного агента на суму $7,1 мільйона доларів з клубом «Чикаго Блекгокс». Сезон 2008/09 став одним з найкращих в кар'єрі захисника, 82 матчі та 52 очка (7+45). В плей-оф 17 матчів та 10 очок (2+8), «чорні яструби» поступились в серії «Детройт Ред Вінгз» 1:4. 
14 березня 2010 року, Кемпбелл отримав травму під час зіткнення з капітаном «Вашингтон Кепіталс» Олександром Овечкіним. Овечкін отримав великий штраф, в той час як Кемпбелл залишив арену. В результаті цього інциденту Овечкін отримав двоматчеву дискваліфікацію. У Браяна в лікарні діагностували зламану ключицю і зламане ребро, очікувалось, що він пропустить сім-вісім тижнів. До цього інциденту Браян зіграв 388 матчів поспіль в НХЛ. Кемпбелл повернувся до гри в четвертому матчі першого раунду плей-оф 2010 року проти «Нашвілл Предаторс», чикагці отримали перемогу 3:0, а в наступних трьох матчах остаточно здобули перемогу в серії 4:2. У фіналі Кубка Стенлі, в шостій грі проти «Філадельфія Флайєрс» Кемпбелл асистував в овертаймі Патріку Кейну, який закинув переможну шайбу, а «чорні яструби» здобули таким чином свій четвертий Кубок Стенлі. 
Після сезону 2010/11 Браяна обміняли на гравця «Флорида Пантерс». Дебютний сезон в «пантерах» приніс йому оновлення власного рекорду набраних очок у регулярному чемпіонаті - 53 (4+49) та отримання Трофею Леді Бінг. Провівши в складі «пантер» п'ять сезонів Кемпбелл у сезоні 2016/17 повернувся до клубу «Чикаго Блекгокс» уклавши контракт на один рік на $2 мільйона доларів.

## Збірна
Був гравцем молодіжної збірної Канади, у складі якої став срібним призером чемпіонату світу в 1999 році.
У складі національної збірної Канади брав участь в чемпіонаті світу 2013, що проходив у Фінляндії та Швеції.

## Нагороди та досягнення
- Трофей Реда Тілсона — 1999.
- Володар Меморіального кубка в складі «Оттава 67-і» — 1999.
- Учасник матчу усіх зірок НХЛ — 2007, 2008, 2009, 2012.
- Друга команда всіх зірок НХЛ — 2008.
- Володар Кубка Стенлі в складі «Чикаго Блекгокс» — 2010.
- Трофею Леді Бінг — 2012.

## Статистика
| Сезон        | Клуб                    | Ліга         | Регулярний сезон | Регулярний сезон | Регулярний сезон | Регулярний сезон | Регулярний сезон | Плей-оф | Плей-оф | Плей-оф | Плей-оф | Плей-оф |
| Сезон        | Клуб                    | Ліга         | І                | Г                | П                | О                | ШХ               | І       | Г       | П       | О       | ШХ      |
| ------------ | ----------------------- | ------------ | ---------------- | ---------------- | ---------------- | ---------------- | ---------------- | ------- | ------- | ------- | ------- | ------- |
| 1993–94      | «Елджин-Міддлсекс Чифс» | MHAO         | —                | —                | —                | —                | —                | —       | —       | —       | —       | —       |
| 1994–95      | «Петролія Джетс»        | ОХА-B        | 49               | 11               | 27               | 38               | 43               | —       | —       | —       | —       | —       |
| 1995–96      | «Оттава 67-і»           | ОХЛ          | 66               | 5                | 22               | 27               | 23               | 4       | 0       | 1       | 1       | 2       |
| 1996–97      | «Оттава 67-і»           | ОХЛ          | 66               | 7                | 36               | 43               | 12               | 24      | 2       | 11      | 13      | 8       |
| 1997–98      | «Оттава 67-і»           | ОХЛ          | 66               | 14               | 39               | 53               | 31               | 13      | 1       | 14      | 15      | 0       |
| 1998–99      | «Оттава 67-і»           | ОХЛ          | 62               | 12               | 75               | 87               | 27               | 9       | 2       | 10      | 12      | 6       |
| 1998–99      | «Рочестер Американс»    | АХЛ          | —                | —                | —                | —                | —                | 2       | 0       | 0       | 0       | 0       |
| 1999–00      | «Рочестер Американс»    | АХЛ          | 67               | 2                | 24               | 26               | 22               | 21      | 0       | 3       | 3       | 0       |
| 1999–00      | «Баффало Сейбрс»        | НХЛ          | 12               | 1                | 4                | 5                | 4                | —       | —       | —       | —       | —       |
| 2000–01      | «Рочестер Американс»    | АХЛ          | 65               | 7                | 25               | 32               | 24               | 4       | 0       | 1       | 1       | 0       |
| 2000–01      | «Баффало Сейбрс»        | НХЛ          | 8                | 0                | 0                | 0                | 2                | —       | —       | —       | —       | —       |
| 2001–02      | «Рочестер Американс»    | АХЛ          | 45               | 2                | 35               | 37               | 13               | —       | —       | —       | —       | —       |
| 2001–02      | «Баффало Сейбрс»        | НХЛ          | 29               | 3                | 3                | 6                | 12               | —       | —       | —       | —       | —       |
| 2002–03      | «Баффало Сейбрс»        | НХЛ          | 65               | 2                | 17               | 19               | 20               | —       | —       | —       | —       | —       |
| 2003–04      | «Баффало Сейбрс»        | НХЛ          | 53               | 3                | 8                | 11               | 12               | —       | —       | —       | —       | —       |
| 2004–05      | «Йокеріт»               | СМ-Л         | 44               | 12               | 13               | 25               | 12               | 12      | 3       | 4       | 7       | 6       |
| 2005–06      | «Баффало Сейбрс»        | НХЛ          | 79               | 12               | 32               | 44               | 16               | 18      | 0       | 6       | 6       | 12      |
| 2006–07      | «Баффало Сейбрс»        | НХЛ          | 82               | 6                | 42               | 48               | 35               | 16      | 3       | 4       | 7       | 14      |
| 2007–08      | «Баффало Сейбрс»        | НХЛ          | 63               | 5                | 38               | 43               | 12               | —       | —       | —       | —       | —       |
| 2007–08      | «Сан-Хосе Шаркс»        | НХЛ          | 20               | 3                | 16               | 19               | 8                | 13      | 1       | 6       | 7       | 4       |
| 2008–09      | «Чикаго Блекгокс»       | НХЛ          | 82               | 7                | 45               | 52               | 22               | 17      | 2       | 8       | 10      | 0       |
| 2009–10      | «Чикаго Блекгокс»       | НХЛ          | 68               | 7                | 31               | 38               | 18               | 19      | 1       | 4       | 5       | 2       |
| 2010–11      | «Чикаго Блекгокс»       | НХЛ          | 65               | 5                | 22               | 27               | 6                | 7       | 1       | 2       | 3       | 6       |
| 2011–12      | «Флорида Пантерс»       | НХЛ          | 82               | 4                | 49               | 53               | 6                | 7       | 1       | 4       | 5       | 2       |
| 2012–13      | «Флорида Пантерс»       | НХЛ          | 48               | 8                | 19               | 27               | 12               | —       | —       | —       | —       | —       |
| 2013–14      | «Флорида Пантерс»       | НХЛ          | 82               | 7                | 30               | 37               | 20               | —       | —       | —       | —       | —       |
| 2014–15      | «Флорида Пантерс»       | НХЛ          | 82               | 3                | 24               | 27               | 22               | —       | —       | —       | —       | —       |
| 2015–16      | «Флорида Пантерс»       | НХЛ          | 82               | 6                | 25               | 31               | 26               | 6       | 0       | 1       | 1       | 0       |
| 2016–17      | «Чикаго Блекгокс»       | НХЛ          | 80               | 5                | 12               | 17               | 24               | 4       | 0       | 0       | 0       | 0       |
| Усього в НХЛ | Усього в НХЛ            | Усього в НХЛ | 1,082            | 87               | 417              | 504              | 277              | 107     | 9       | 35      | 44      | 40      |